# Strephonota adela
Espèce
Strephonota adela est un papillon de la famille des Lycaenidae, de la sous-famille des Theclinae et du genre Strephonota.

## Dénomination
Strephonota adela a été décrit par Otto Staudinger en 1888 sous le nom de Thecla adela.

## Description
Strephonota adela est un petit papillon aux antennes et aux pattes annelées de marron et de blancc avec une très courte et une longue fine queue à chaque aile postérieure.
Le dessus de couleur bleu violet avec aux ailes antérieures une partie marron du 1/3 du bord costal à l'angle interne alors que les ailes postérieures ont uniquement une minime bordure marron.
Le revers est ocre beige avec une bande blanche et aux ailes postérieures deux ocelles orange dont un en position anale.

## Écologie et distribution
Strephonota adela est présent au Pérou, au Brésil, au Surinam, en Guyana et en Guyane,.

### Protection
Pas de statut de protection particulier.